# Alissa Iwanowna Aksjonowa

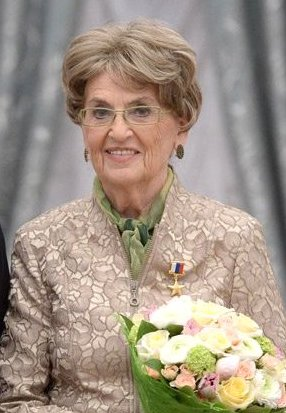
Alissa Iwanowna Aksjonowa

Alissa Iwanowna Aksjonowa (russisch Алиса Ивановна Аксёнова; * 13. März 1931 in Sawino, Rajon Kowrow) ist eine sowjetische bzw. russische Museologin.

## Leben
Aksjonowa studierte am Moskauer Kultur-Institut in der Fakultät für Bibliothekswesen mit Abschluss 1954.
Im Januar 1960 wurde Aksjonowa Generaldirektorin des Wladimir-Susdal-Museumreservats für Geschichte, Architektur und Kunst, das im September 1958 auf der Basis zweier kleiner Museen in Wladimir und Susdal gegründet worden war. Unter Aksjonowas Leitung entwickelte es sich zu einem der führenden Museumskomplexe Russlands mit 55 Denkmälern, von denen 10 in die UNESCO-Welterbe-Liste aufgenommen wurden (Weiße Monumente von Wladimir und Susdal).
Von 1980 bis 1988 war Aksjonowa Vizepräsidentin des Komitees für regionale Museen  des International Council of Museums (ICOM). Anschließend war sie Vizepräsidentin des Russischen Komitees des ICON bis 1996, um dann Präsidiumsmitglied des Komitees zu bleiben.
An der Staatlichen Pädagogik-Universität Wladimir verteidigte Aksjonowa 2003 ihre Kandidat-Dissertation über Susdal im 20. Jahrhundert im Hinblick auf die Geschichte des Stadtmuseums und des Museumreservats mit Erfolg für die Promotion zur Kandidatin der Geschichtswissenschaften,
Generaldirektorin des Wladimir-Susdal-Museumreservats blieb Aksjonowa bis Juni 2010. Ihre Nachfolgerin wurde ihre Nichte Swetlana Melnikowa.
Seit 2010 ist Aksjonowa Präsidiumsmitglied des Regionalrats Wladimir der Anhänger der Partei Einiges Russland. Von Januar 2014 bis Oktober 2018 war sie Beraterin der Gouverneurin der Oblast Wladimir Swetlana Orlowa,

## Ehrungen, Preise
- Kleine Silbermedaille der Ausstellung der Errungenschaften der Volkswirtschaft der UdSSR (1962)
- Ehrenzeichen der Sowjetunion (1971)
- Orden des Roten Banners der Arbeit (1976)
- Staatspreis der RSFSR im Bereich Architektur (1977)[1]
- Verdiente Kulturschaffende der RSFSR (1980)[1]
- Orden der Völkerfreundschaft (1986)
- Goldmedaille der Ausstellung der Errungenschaften der Volkswirtschaft der UdSSR (1986)
- Verdienstorden für das Vaterland IV. Klasse (1997),[4] III. Klasse (2007)[5]
- Staatspreis der Russischen Föderation (2000)[6]
- Preis des Präsidenten der Russischen Föderation im Bereich Bildung 1999 (2000)[7]
- Orden der Heiligen Fürstin Olga (2008)
- Ehrenurkunde des Präsidenten der Russischen Föderation (2010)[8]
- Heldin der Arbeit der Russischen Föderation (2014)[9]
- Alexander-Newski-Orden (2021)[10]
- Ehrenbürgerin der Städte Wladimir und Susdal und der Oblast Wladimir